# Джулиана Гани
Джулиана Незар Абдул Гани  е български модел, реалити звезда и инфлуенсър.

## Биография
Тя е родена на 21 февруари 1991 г. в Пловдив. Завършва Музикалното училище с пиано, а след това се дипломира с отличие по специалността „Икономика на туризма“. Завършила е магистратура „Управление на европейски проекти“. Тя е носител на титлите Best erotic model 2012, „Мис Силикон 2013“, „Мис Тунинг 2014“, „Секси модел на годината 2016“. Тя е автор и на стихосбирката „Мъжете са боклуци, но не можем без тях“.
През 2014 година Джулиана Гани участва в българския сериал „Столичани в повече“ в ролята на медицинска сестра, където си партнира с Руслан Мъйнов.
Сериалът „Салонът“ (2019) проследява историята на три момичета по пътя към сбъдването на общата им мечта – Джиджи, в чиято роля влиза Джулиана Гани и колежките ѝ – слънчевата фризьорка Меги (EVA) и саркастичната маникюристка Деси (Диона).
През 2019 година пловдивчанката се включва в снимките на сериала „Кеш“, където си партнира с Башар Рахал, Павел Владимиров и др. Гани влиза в ролята на икономист и обяснява какво е ливъридж, финансов термин, който се използва, за да илюстрира усилването на ефекта (печалбата или загубата) от дадена финансова операция, дължащо се на „мултиплициране“ на инвестирания ресурс.
Джулиана Гани е участник в редица реалити предавания. Тя е част от звездите на „Биг Брадър“ в Сезон 9 (VIP Brother 2017) по Нова ТВ и Big Brother: Most Wanted 2018 по Нова ТВ, където завършва на второ място. През 2019 година тя влиза под маската на Коконата в шоуто на Нова ТВ „Маскираният певец“. Тогава тя е в напреднала бременност и за първи път обявява, че очаква син. Давид се ражда на 31 декември същата година.
През ноември 2021 г. Джулиана Гани обявява намерението си да се разведе със съпруга си Илиян Найденов, когото обвинява в изневяра с друга жена, докато тя е по работа в чужбина.
През 2024 г. участва в 12-ия сезон на предаването „Като две капки вода“.
През 2025 г. е част от звездния отбор на „Hell's Kitchen“.